# 佐賀県立唐津商業高等学校
佐賀県立唐津商業高等学校（さがけんりつ からつしょうぎょうこうとうがっこう、英称:Saga Pref. Karatsu Commercial High School）は、佐賀県唐津市元石町（もといしまち）に所在する県立商業高等学校。「唐商」（とうしょう）もしくは「商業」の通称で呼ばれる。

## 概要
歴史
1917年（大正6年）に開校した 「私立唐津商業補習学校」を前身とする。数回の移管・改称を経て、1962年（昭和37年）に現校名となった。2012年（平成24年）に創立95周年を迎えた。
校区
専門教育を行う高等学校なので、学区は佐賀県全域となる。佐賀県北部（唐津市と東松浦郡玄海町を合わせた地区）の高等学校の中では唯一商業科・会計科を設置している。
校地
唐津市中心市街地東部の丘陵地に位置している。
設置学科
全日制課程2学科（学年制 修業年限3ヶ年）
- 商業科 - 2年次よりOAビジネスコース、情報処理コースのいずれかを選択。
- 会計科 - 2年次より国公立大学への進学を目指すための学習を行う。

定時制課程1学科（単位制 修業年限4ヶ年（※ただし定通併修 により3年での卒業が可能））
- 商業科

校訓
「挑戦・誠実・品格」
校章
唐津町立商業学校となった1921年（大正10年）に制定。桐の葉と花弁を組み合わせたものを背景にして、中央に「高」の文字（旧字体）を置いている。
校歌
歌詞は4番まである。校名は歌詞に登場しない。4番に校章の「若桐」が登場する。
校風
校則が厳しく、特に服装に関しては厳しい指導がなされる。
制服
全日制課程
- 男子 - 冬服は学ラン（ラウンドカラー）で、校章バッジと学年バッジをつける。夏服は半袖カッターシャツに黒のスラックス。
- 女子 - 冬服はブレザーにリボンとチェックのスカート。夏服は半袖シャツにリボンとチェックのスカート。リボンの色は学年ごとに違う。

定時制課程
- 制服はない。

進路
商業科は高い就職率を誇り、大学進学率の低い佐賀県北部地区においては人気が高い。
同窓会
校章・校歌にちなみ「若桐会」（わかきりかい）と称している。東京、中京、関西、福岡、佐賀に支部を置く。定期的に同窓会会報「若桐」を発行している。
国際交流
韓国舞踊やハングルの学習を通して韓国の人々と国際交流を行っている。

## 沿革
- 1917年（大正6年）8月15日 - 「私立唐津商業補習学校」が開校。
- 1918年（大正7年）3月22日 - 移管により、「唐津町立商業補習学校」として唐津尋常小学校に併置。
- 1920年（大正9年）4月1日 - 夜間から昼間授業への変更を認可される。
- 1921年（大正10年）
  - 3月7日 - 「唐津町立商業学校」（乙種、修業年限3ヶ年）の設置が認可される。舞鶴公園[3] 下を校地とする。
  - 4月19日 - 開校。
- 1923年（大正12年）4月1日 - 学校種を乙種から甲種、修業年限を3ヶ年から5ヶ年とする。
- 1929年（昭和4年）4月1日 - 移管により、「佐賀県立唐津商業学校」に改称。
- 1939年（昭和14年）3月1日 - 校舎を舞鶴公園下から現在地に移転。
- 1941年（昭和16年）4月1日 - 専攻科（修業年限1ヶ年）と臨時補習科を設置。
- 1944年（昭和19年）4月1日 - 商業科を廃止し、工業科を設置の上、「佐賀県立唐津工業学校」となる[4]。
- 1946年（昭和21年）4月1日 - 商業科が復活し、「佐賀県立唐津商工学校」となる（工業科は存続）。
- 1948年（昭和23年）4月1日 - 学制改革により、「佐賀県立唐津実業高等学校」（新制高等学校）となる。
  - 全日制3課程（商業課程・機械課程・土木課程）を設置。
- 1950年（昭和25年）4月1日 - 農業課程を設置。
- 1962年（昭和37年）4月1日
  - 工業科が佐賀県立唐津工業高等学校、農業科が佐賀県立唐津農業高等学校として分離・独立し、「佐賀県立唐津商業高等学校」（現校名）となる。
- 1974年（昭和49年）4月1日 - 全日制2年生から類型制を導入。
- 1982年（昭和57年）4月1日 - この時の入学生より類型制を廃止。
- 1990年（平成2年）4月1日 - 学科改編により、全日制課程商業科5学級、会計科1学級となる。
- 2002年（平成14年）4月1日 - この時の入学生より、くくり募集[5] を導入。
- 2009年（平成21年）12月19日 - 次世代を担う人材の育成の観点から、生徒と企業の共同でインターネットショッピングモール「からつ学美舎（まなびや）[6]」を運営開始。

## 日商簿記甲子園
- 日本商工会議所が2024年度から開催する第1回全国高等学校日商簿記選手権大会（日商簿記甲子園）（日商簿記検定施行70周年記念事業）の参加校である[7]。

## 部活動
全日制課程
運動部
- 陸上部
- バスケットボール部
- バレーボール部（女）
- ソフトテニス部
- 剣道部
- 弓道部
- ボート部
- ソフトボール部
- バドミントン部
- サッカー部（男）
- 野球部（男）-

全国高等学校野球選手権大会（夏の甲子園）への出場歴
1. 1970年（昭和45年）- 第52回大会（初出場） - 対東海大相模 4-5で敗退。　
2. 1973年（昭和48年）- 第55回大会（3年ぶり2回目） - 対富山商業 4-7で敗退。
3. 1984年（昭和59年）- 第66回大会（11年ぶり3回目） - 1回戦 対弘前実業 9-0で初勝利、2回戦 対金足農業 4-6で敗退。
4. 2011年（平成23年）- 第93回大会（27年ぶり4回目） - 1回戦 対古川工業 9-4で勝利、2回戦 対作新学院 2-3で敗退。
5. 2016年（平成28年）- 第98回大会（5年ぶり5回目） -  2回戦(初戦) 対木更津総合 0‐2で敗退。
- 卓球部
- 水泳部

文化部
- 茶道部
- 書道部
- 吹奏楽部
- 情報処理部
- OA部
- 簿記部
- 美術部
- 広報部
- ボランティア愛好会
- 韓国舞踊同好会

定時制課程
運動部
- 陸上部
- 卓球部
- バスケットボール部

## 特記事項
- 2020年、唐津商高卒業生から難関の税理士試験合格者を輩出している[8]。

## 著名な出身者
- 荒木正（元プロ野球選手。南海軍 - 近畿日本軍）
- 戸川須賀男（元プロ野球選手。朝日軍）
- 藤井将雄（元プロ野球選手。福岡ダイエーホークス）
- 福本温子（ロンドンオリンピック ボート女子 軽量級ダブルスカル出場[9]）
- 北方悠誠（プロ野球選手。横浜DeNAベイスターズ→群馬ダイヤモンドペガサス→愛媛マンダリンパイレーツ→信濃グランセローズ→栃木ゴールデンブレーブス→ロサンゼルス・ドジャース）
- 坂本勇人（野球選手。読売ジャイアンツ2020年度育成ドラフト6位）

## 交通アクセス
最寄駅
- JR九州筑肥線「和多田駅」

## 周辺
- 唐津市立外町小学校
- 唐津市立第五中学校
- 唐津市社会体育館
- 唐津市都市コミュニティセンター
- 元石町集会所
- 大石神社
- 唐津天満宮・外町保育園
- 周辺には複数の寺院がある。
  - 龍源寺・太洋寺・東雲寺・教安寺・九品院養福寺・少林寺・法蓮寺・大日寺・聖持院